# Johann Brunner (Sportschütze)
Johann Brunner (* 20. Jahrhundert) ist ein ehemaliger deutscher Sportschütze im Behindertensport.

## Werdegang
Brunner ist schwerbehindert. Da er trotzdem Leistungssport betreiben wollte, wählte er als Rollstuhlfahrer für sich, seinem Leistungsvermögen entsprechend, das Schießen aus. Seine Leistungen waren bald so gut, dass er in die Deutsche Behinderten-Nationalmannschaft aufgenommen wurde. Mit dieser Mannschaft nahm er 1992 an den Paralympischen Sommerspielen in Barcelona teil, bei der er in unterschiedlichen Disziplinen des Schießsportes vier olympische Medaillen gewann. Zunächst gewann er im Schießen mit dem Luftgewehr (Air Rifle) in seiner Behindertengruppe SH 2 eine Silbermedaille. Dann folgte eine Goldmedaille über 3 × 40 Schuss mit dem Luftgewehr. Auch im Mixed Olympic Match gewann er eine Silbermedaille. Schließlich gewann er eine Silbermedaille im Mixed SB Free Rifle über 3 × 40 Schuss in der Leistungsklasse 1–2.
Für den Medaillengewinn bei den Sommer-Paralympics 1992 wurde Brunner 1993 von Bundespräsident Richard von Weizsäcker mit dem Silbernen Lorbeerblatt ausgezeichnet.